# Speonomus normandi
Speonomus normandi es una especie de escarabajo del género Speonomus, familia Leiodidae. Fue descrita por René Jeannel en 1906. Se encuentra en Francia. 

## Subespecies
Se reconocen las siguientes:
- S. n. bergesi
- S. n. hydrophilus
- S. n. normandi